# Osama Akharraz
Osama Akharraz (født 26. november 1990) er en dansk fodboldspiller med marokkanske rødder, der spiller i FC Helsingør.

## Karriere

### Brøndby IF
Osama Akharraz kom til Brøndby IF som ungdomsspiller, men fik først sit gennembrud for klubben i 2010, hvor han blev rykket op på førsteholdet og nåede at spille 14 kampe i Superligaen. Osama Akharraz debuterede for Brøndby i en pokalkamp imod Holstebro Boldklub. Allerede i 2009 troede man på Osamas talent, og forlængede derfor den dengang 18-åriges kontrakt.

### AGF
Brøndby kunne i efteråret 2011 ikke blive enige med Akharraz om en ny kontrakt, og Osama skiftede derfor til AGF på en fri transfer fra 1. januar 2012. Kontrakten i AGF blev gældende i tre år.
I april 2012 skrev Osama på Twitter: "Dommerne i kartoffelligaen er bare for dårlige.. de har ingen nosser!" En sag som denne bliver normalt straffet, men Osama slap for straf. Dog fik han talt nogle alvorsord med klubbens bestyrelse, og fik sig en advarsel.
Den 1. september 2014 fik han ophævet sin kontrakt med AGF.

### FC Vestsjælland
Efter prøvetræninger i både St. Pauli og Hansa Rostock fik han den 29. januar 2015 en halv års kontrakt hos FC Vestsjælland. Her spillede han ti kampe og scorede to mål. Efter at FC Vestsjælland rykkede ned fra superligaen, ønskede Akharraz ikke at forlænge sin kontrakt.

### Viborg FF
Den 18. september 2015 blev han hentet til Viborg FF på en fri transfer efter at have gået klubløs i nogle måneder og holdt sig i form i Brøndby IF.
Den 17. april 2016 blev Akharraz alvorlig knæskadet i en kamp mod OB og var ude i ét år. Han nåede at spille 16 kampe og score tre mål inden skaden. Han fik comeback i superligaen 21. april 2017, da han blev indskiftet i udekampen mod Silkeborg IF.
Den 1. september 2017 blev Viborg FF og Akharraz enige om at ophæve kontrakten, da han gerne ville tættere på sin familie i København.

### FC Helsingør
Allerede senere samme dag skiftede Akharraz til FC Helsingør, hvortil han skiftede på en fri transfer. Her skrev han under på en etårig kontrakt.
I juni 2018 forlod Akharraz FC Helsingør, som cheftræner Christian Lønstrup betragtede som et fejlkøb. I løbet af efteråret forlod Lønstrup cheftrænerposten i FC Helsingør, og i stedet blev Peter Feher indsat. Akharraz trænede herefter sidst på efteråret 2018 atter med i klubben. I midten af januar 2019 resulterede dette i en kontrakt, som i første omgang strakte sig frem til sommeren 2019 med mulighed for forlængelse. Kontrakten blev imidlertid ikke fornyet efter udløb.

## Landholdskarriere
Osama Akharraz fik sin debut på ungdomslandsholdene allerede i 2006, da han fik to kampe på U/16-landsholdet, hvor også hans først mål kom (og hidtil eneste) mål i landsholdsregi kom da man vandt 1-0 over Slovakiets U/16-landshold. Han har sidenhen repræsenteret Danmark på U/17, U/18 og U/19-niveau, inden debuten på U/21-landsholdet kom i sensommeren 2011 mod Polen U/21.